# Numai cu fiica mea

Numai cu fiica mea (în engleză: Not Without My Daughter) este un roman autobiografic apărut în 1987 și având ca autor pe Betty Mahmoody și la care a colaborat William Hoffer.
Tema principală o constituie condiția femeii în islam.
În 1991 cartea a fost ecranizată sub forma unui film omonim sub regia lui Brian Gilbert și la care au jucat actorii:
- Sally Field: în rolul Betty Mahmoody
- Alfred Molina: Sayed Bozorg Mahmoody, soțul
- Sheila Rosenthal: Mahtob, fiica acestora
- Roshan Seth: Houssein
- Sarah Badel: Nicole
- Mony Rey: Ameh Bozorg
- Georges Corraface: Mohsen
- Sasson Gabai: Hamid.

## Acțiunea
Acțiunea are loc în contextul Războiului Iran-Irak.
Americanca Betty Mahmoody, la insistențele soțului, Sayed Bozorg Mahmoody (Moody), doctor iranian cu studii și specializare în SUA, merge împreună cu familia în țara natală a soțului, cu scopul de a petrece aici un concediu de două săptămâni pentru ca rudele acestuia să o cunoască pe fiica lor, Mahtob, care avea patru ani.
La scurt timp după ce au ajuns acolo, Moody își dezvăluie adevărata intenție, adică faptul că dorea ca să rămână definitv cu familia în Iran.
Își schimbă atitudinea față de soție, devenind posesiv, dominator și chiar violent.
Betty este obligată să se supună regulilor islamice, trebuie să poarte chador și devine prizoniera propriului soț și a rudelor acestuia, care o mențineau permanent sub observație.
Deoarece soțul se opune cu vehemență dorinței de a reveni în SUA, Betty încearcă în mai multe rânduri să fugă pe ascuns împreună cu fiica.
Reușește să îl contacteze pe Houssein, un comerciant mărunt, dar care cunoștea o rețea de călăuze pentru persoane refugiate.
După mai multe peripeții pline de suspans, Betty și fiica ei reușesc să ajungă în Turcia iar cartea se încheie cu sosirea acestora la ambasada americană din această țară.
1. 1 2 3   http://www.filmaffinity.com/en/film810813.html, accesat în 8 aprilie 2016 Lipsește sau este vid: |title= (ajutor)
2. 1 2   http://www.imdb.com/title/tt0102555/, accesat în 8 aprilie 2016 Lipsește sau este vid: |title= (ajutor)
3. 1 2 3   http://www.interfilmes.com/filme_19931_nunca.sem.minha.filha.html%E2%80%8E, accesat în 8 aprilie 2016 Lipsește sau este vid: |title= (ajutor)
4. 1 2 3 4 5 6 7 8   http://www.imdb.com/title/tt0102555/fullcredits, accesat în 8 aprilie 2016 Lipsește sau este vid: |title= (ajutor)
5. ↑   http://boxofficemojo.com/movies/?id=notwithoutmydaughter.htm Lipsește sau este vid: |title= (ajutor)
6. ↑   http://www.sfi.se/sv/svensk-filmdatabas/Item/?itemid=16985&type=MOVIE&iv=Basic Lipsește sau este vid: |title= (ajutor)
7. ↑  Lexiconul german al filmelor internaționale
8. ↑   https://web.archive.org/web/20160303184900/http://razzies.com/asp/content/XcNewsPlus.asp?cmd=view&articleid=32, arhivat din original la |archive-url= necesită |archive-date= (ajutor), accesat în 4 decembrie 2019 Lipsește sau este vid: |title= (ajutor)